# Roman Richard Atkielski
Roman Richard Atkielski (* 5. August 1898 in Milwaukee, USA; † 30. Juni 1969) war ein US-amerikanischer Geistlicher und Weihbischof in Milwaukee.

## Leben
Roman Richard Atkielski empfing am 30. Mai 1931 das Sakrament der Priesterweihe.
Am 2. August 1947 ernannte ihn Papst Pius XII. zum Titularbischof von Stobi und bestellte ihn zum Weihbischof in Milwaukee. Der Erzbischof von Milwaukee, Moses Elias Kiley, spendete ihm am 28. August desselben Jahres die Bischofsweihe; Mitkonsekratoren waren der Bischof von Green Bay, Stanislaus Vincent Bona, und der Bischof von Madison, William Patrick O’Connor.